# Sanki isbanecenter
Sanki isbanecenter (ryska: Центр санного спорта Санки, Tsentr sannovo sporta Sanki) är en anläggning med banor för bob, rodel och skeleton. Anläggningen är belägen i Rzjanaja Poljana (del av Krasnaja Poljana), 60 km nordost om kommuncentrum i Sotji, södra Ryssland. Sanki arrangerar tävlingar i bob, rodel och skeleton vid Olympiska vinterspelen 2014.

## Beskrivning
Anläggningen invigdes 2012. Den har en total längd på cirka 1384 meter och 18 kurvor. Banan börjar på 836 meter över havet, och mållinjen ligger på 711,5 meter över havet. Genomsnittslutningen är 9,3 %.